# 贝家花园
40°03′40″N 116°06′12″E / 40.061153°N 116.103216°E
贝家花园，位于北京市海淀区苏家坨镇阳台山东麓、大觉寺以北，为协和医院法国医生贝熙业在中华民国年间兴建的别墅。

## 历史

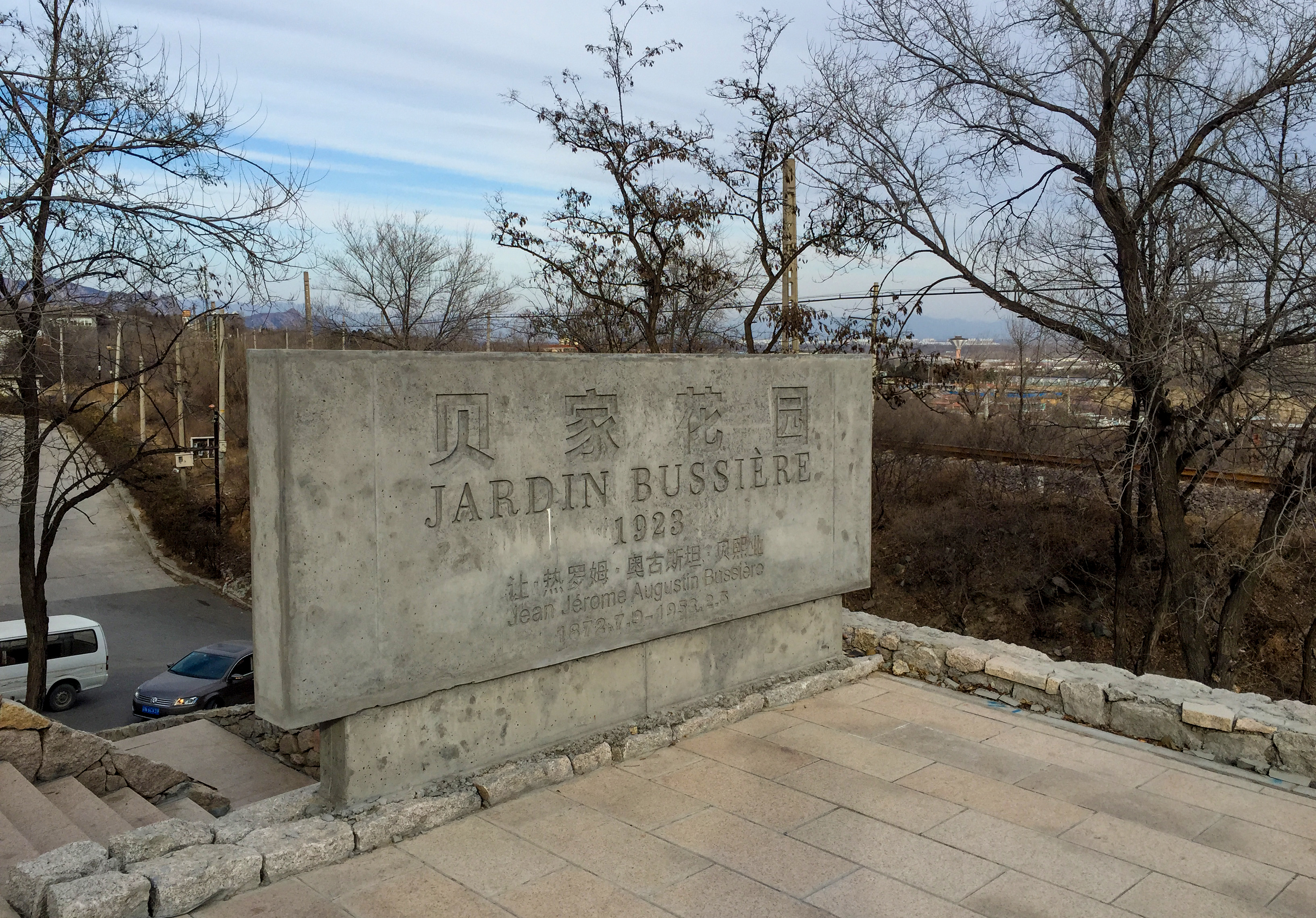
贝家花园入口处的中法双语名称碑

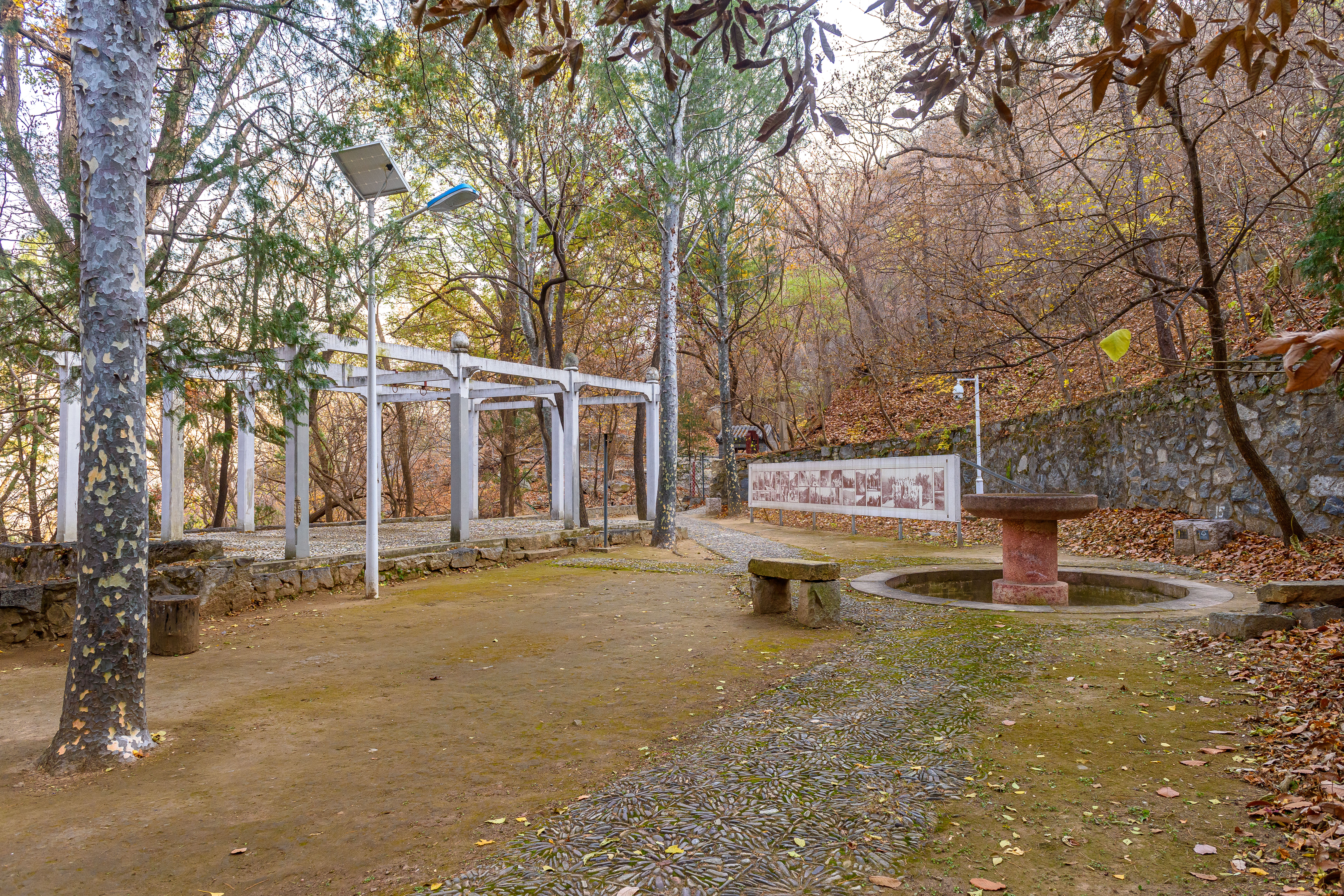
贝家花园的藤架与喷泉

贝熙业在华期间最初居住于王府井大甜水井胡同甲16号（后改为22号、24号）。1923年，贝熙业的第一任妻子玛丽昂·佩尔农逝世，小女儿患上肺病，贝熙业为给女儿养病，在北安河向当地一户闵姓人家租下阳台山东麓的一片山场，兴建花园建筑，是为贝家花园。:335他在自己的别墅“贝家花园”中建了一座碉楼，但从没用于战斗，而是变为当地民众的治疗所。贝熙业的病人遍布各个行业和阶层。
贝家花园是当时在华法国精英进行社交的场所。花十年校译《红楼梦》法文版的铎尔孟，曾是贝家花园的来客。
贝家花园也曾经是中国共产党平西地下情报联络站的网点。日军侵占北平前，英国朋友便是通过贝家花园将两台大功率发报设备运往延安。中国共产党的京西妙峰山游击队指挥部便设在距贝家花园不足100米处。
1954年，82岁的贝熙业返回法国。翌年83岁时喜得贵子，这个儿子叫让·路易·比西埃，也和父亲一样从医，为心脏病学专家，中国人称他为“小贝大夫”。2014年3月底，“小贝大夫”来北京访问，出席在贝家花园举行的系列纪录片《贝家花园往事》开机仪式。2014年9月8日，“贝家花园——一个法国医生在北京”展与“圆明重光——圆明园文化展”同时在法国巴黎开展，这是北京市为中法建交50周年的献礼。“贝家花园——一个法国医生在北京”展由中共北京市委宣传部、北京市外宣办推出，以贝家花园为背景，由“医生”、“邻居”、“朋友” 三部分组成，展现贝熙业41年在华生活的经历，展览持续到9月16日。
2001年，贝家花园被海淀区人民政府公布为海淀区重点文物保护单位。2011年，被北京市人民政府公布为第八批北京市文物保护单位。在海淀区政府、文物局和航天科工二院的修缮下，2014年中法建交50年之际，贝家花园建筑群整修完工。
2024年10月30日，由曾为圆明园创作雨果铜像的法国雕塑家娜塞拉·凯奴于2023年创作的贝熙业半身铜像被全国人大中法友好小组正式赠予贝家花园。
2025年3月24日再次闭园整修。

## 建筑

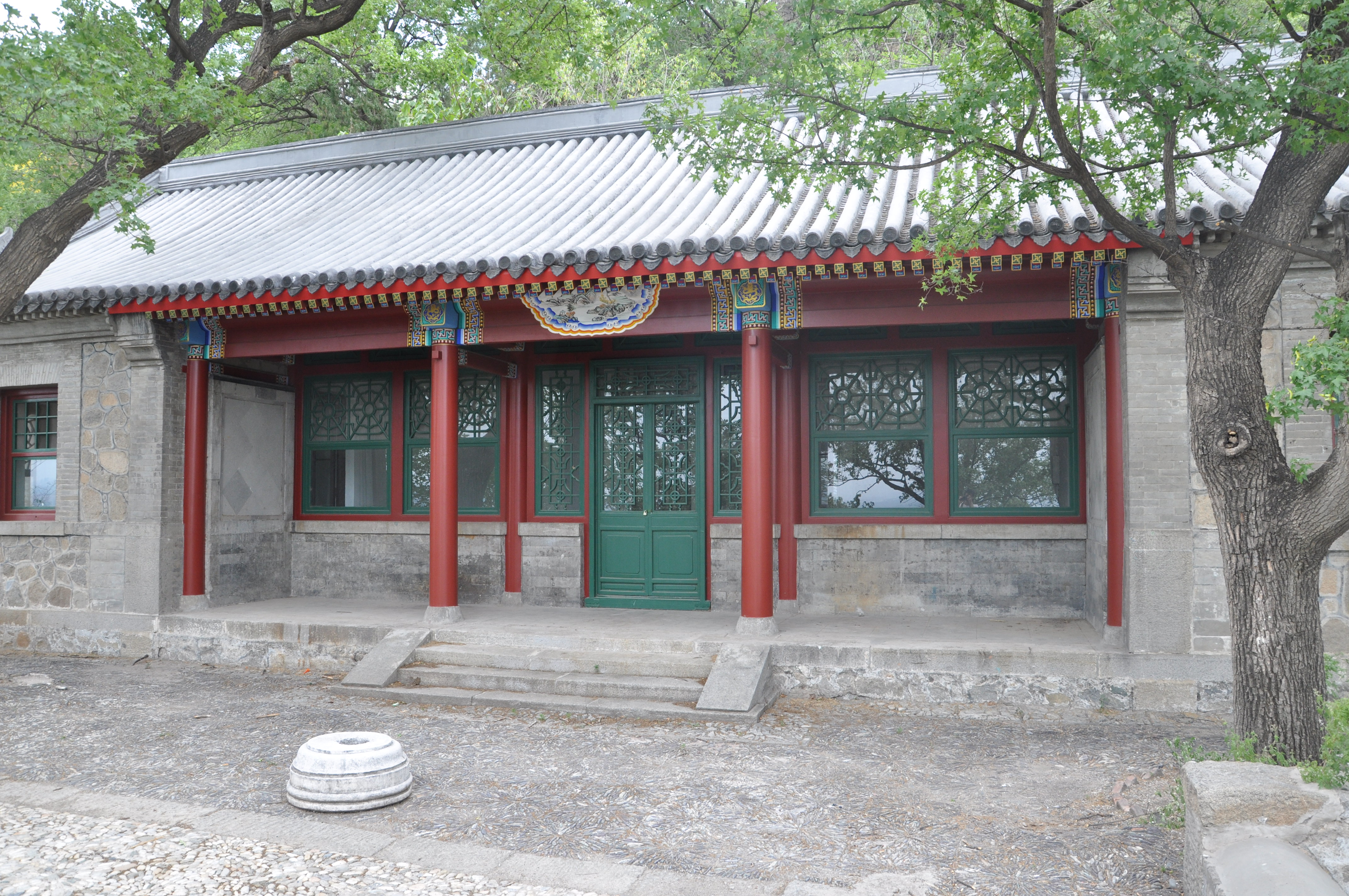
贝家花园南大房

贝家花园是中西合璧的私家花园，基本保存完好。贝家花园由三部分组成：碉楼、大北房、大南房。院内树木遮天蔽日，有七叶树、龙爪槐、银杏、榆树等等。
- 碉楼：位于园门外，是一座三层西式石砌城堡，坐西朝东，平面呈四方形。城堡墙体采用花岗岩垒砌。正门上方嵌有一块1936年刻的石匾额，题有“济世之医”四字，石匾背后刻有小字：“贝熙叶先生医学精深、名满中外，乐待吾人，为之介绍。先生更热心社会，此或非人所尽知，但温泉一带，则多能道出。《温泉颂》有云：济世之医，救民之命。遂为断章取义，适合于贝先生。民国二十五年春日刻于温泉。姚同宜、李煜瀛题赠。”（姚同宜是李煜瀛的元配夫人）碉楼是贝熙业给民众看病之所。[1][2]
- 大北房：位于北山腰平台群山环抱中，为一座两层五楹卷棚歇山顶楼，是中式建筑，楼前设有水池、藤萝架、喷泉、石桥等等。大北房是贝熙业休息、会客之所。[1][2]
- 大南房：位于南山坡上，坐西朝东，为一座歇山顶五楹厅堂，五楹中有三明两暗，青砖砌成。此外还有附属房屋多间。大南房是当年贝熙业女儿的住所。[1][2]

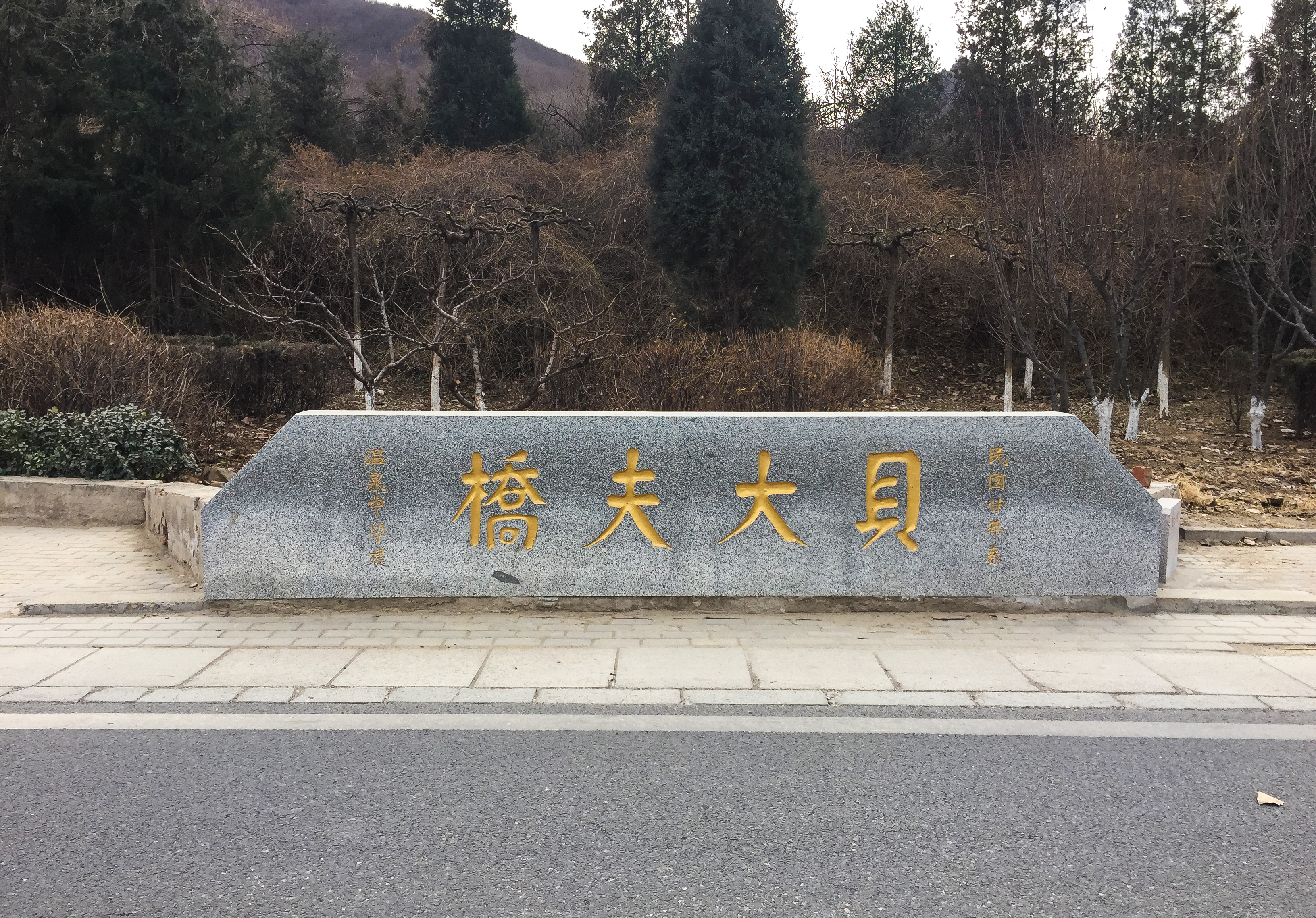
位于南安河村东的贝大夫桥

另外，在从温泉到北安河的路上，曾有一座很小的石拱桥，石栏上刻有“贝大夫桥”四字。该桥是1931年春，当地村民为感谢贝熙业而建。在20世纪末扩建公路时，桥栏石被废弃，下落不明。2013年底，当地政府在原址复建了新的桥栏石。但当初的小河已在市政改造中被填平为路基。2023年，贝家花园内又等比例复刻了一座“贝大夫桥”。